# Fjerritslev-Frederikshavn Jernbane
Fjerritslev-Frederikshavn Jernbane (FFJ) var et dansk jernbaneselskab, der drev Nørresundby-Fjerritslev Banen og Nørresundby-Sæby-Frederikshavn Banen (Sæbybanen) samt dennes sidebane Ørsø-Asaa (Asaabanen). Den vestlige gren blev i Aalborg også kaldt "Fjerritslevbanen", men det navn er ikke entydigt, da det i Thisted blev brugt om Thisted-Fjerritslev Jernbane (TFJ).

## Historie
Jernbanerne fra Nørresundby til Fjerritslev og Sæby-Frederikshavn var med i den store jernbanelov fra 1894 som to punkter, men da koncessionen blev udstedt 26. juni 1896, var det til ét selskab, FFJ, der ville anlægge begge baner. De to strækninger blev dog drevet hver for sig, og der kom ikke til at køre gennemgående tog mellem Fjerritslev og Frederikshavn. Det ville ellers være blevet Danmarks længste privatbane på 129 km, men Sæbybanen var i sig selv den længste indtil den i 1917 blev overgået af Troldhedebanen.
Jernbaneloven foreskrev, at de to baner skulle have lov til at benytte DSB's spor mellem Nørresundby og Aalborg, men Aalborg Station skulle udvides inden den var parat til at blive endestation for de to baner. Fjerritslevbanen udgik i starten fra Nørresundby Station, og Sæbybanen udgik fra en midlertidig station på Nørresundby Havnebane (anlagt 1874). FFJ overtog havnebanen i 1900 og anlagde "Krøllen", der fra Jernbanebroen over Limfjorden gik i en skarp højrekurve ned til havnestationen, så Sæby-togene ikke skulle hen og rebroussere på Nørresundby Station.
Nørresundby Havnestation eller Nørresundby H – hvor H altså ikke stod for "hovedbanegård"! – skulle have været FFJ's centrale driftsstation, men i stedet blev der etableret samarbejde med de to søndenfjords privatbaner Aalborg-Hadsund Jernbane og Aars-Nibe-Svenstrup Jernbane. De 3 selskaber opførte i 1901 fælles værksted og remise og indviede 8. december 1902 deres fælles togleder-, gods- og lokomotivstation Aalborg G. Samme år blev den udvidede Aalborg Station indviet, hvorefter langt de fleste privatbanetog fik endestation i Aalborg. 16. oktober 1902 oprettede de 3 selskaber det fælles driftsselskab Nordjyllands Forenede Privatbaner, som skiftede navn til Aalborg Privatbaner i 1915 efter at Hjørring Privatbaner også var opstået.
I 1910 blev Sæby Havnebane etableret, og i 1914 kom sidebanen Ørsø-Asaa. Her kørte togene normalt Dronninglund-Ørsø-Asaa. I de senere år var enkelte tog gennemkørende til/fra Aalborg. Hermed blev en gammel ide realiseret: De første planer om Sæbybanen bestod faktisk af en bane Nørresundby-Asaa og en bane Frederikshavn-Sæby med tilslutning til et punkt på denne Asaabane. Også Nørresundby-Fjerritslev Banen eksperimenterede i de senere år med gennemkørende tog: Sammen med TFJ kørte man Aalborg-Thisted med "lyntog", som kun standsede ved de største stationer.
Efter nedlæggelsen blev en del af baneområdet mellem Sæby og Frederikshavn brugt til anlæg af en ny hovedvej. Øst for Nørresundby blev den nye motorvej ved Limfjordstunnelen delvis bygget på baneområdet. Sæbybanen blev nedlagt et år før de andre privatbaner i Aalborg for ikke at være i vejen for dette projekt.

### Skrinlagte baneprojekter
Den store jernbanelov fra 1918 indeholdt en sidebane til Sæbybanen fra Gandrup til Hals, eventuelt til Hou. Den indeholdt også en bane fra Brønderslev til Blokhus. En forlængelse af denne bane fra Brønderslev til Ørsø på Sæbybanen var indeholdt i lov af 6. maj 1921. Som de fleste andre projekter i 1918-loven blev disse baner ikke anlagt.

## Strækningsdata
- Åbnet:
  - Nørresundby Station-Fjerritslev (50,1 km) 19. marts 1897
  - Nørresundby Havn-Sæby-Frederikshavn (77,7 km) 18. juli 1899
  - Nørresundby Havnebane (1,2 km), overtaget 1. august 1900
  - Krøllen fra Jernbanebroen over Limfjorden til Nørresundby Havnestation (1,0 km) 5. september 1900
  - Sæby Havnebane (1,5 km) 1910
  - Ørsø-Asaa (5,4 km) 11. november 1914
- Samlet længde: 136,9 km – foruden 2,6 km DSB-spor Aalborg-Nørresundby
- Enkeltsporet
- Sporvidde: 1.435 mm
- Skinnevægt: 17,5 kg/m. I 1909 begyndte man at udskifte små strækninger øst for Nørresundby med 22,5 kg/m eller kraftigere skinner. I 1910-11 fik Nørresundby Havnebane 31,5 kg/m skinner, og i 1916-17 fik "Krøllen" 45 kg/m skinner
- Ballast: fra 1942 blev grus erstattet med skærver
- Maks. stigning: Fjerritslevbanen 7,13 ‰, Sæbybanen 6,67 ‰, Krøllen 10 ‰
- Mindste kurveradius: Fjerritslevbanen 596 m, Sæbybanen 502 m, Krøllen 165 m
- Nedlagt:
  - Sæby-Frederikshavn 27. maj 1962
  - Nørresundby-Sæby og Ørsø-Asaa 31. marts 1968
  - Nørresundby-Fjerritslev 1. april 1969
  - Nørresundby Havnebane 2002

De fleste stationsbygninger var tegnet af Paul Severin Arved Paulsen fra Randers.

## Nørresundby-Fjerritslev

### Standsningssteder
- Aalborg station i km 0,0 – forbindelse med Randers-Aalborg Jernbane, Hvalpsundbanen, Aalborg-Hadsund Jernbane og Sæbybanen.
- Nørresundby station i km 2,6 – forbindelse med Vendsysselbanen.
- Voerbjerg trinbræt i km 4,7 fra 1957 med grusperron.
- Vadum Kirke trinbræt i km 8,3 fra 1934 med grusperron og svelleforkant. Læskuret af træ lå 50 m fra sporet og har formodentlig også været brugt til busser.
- Vadum station i km 9,9 med stort varehus i træ. Lå i landsbyen Øster Halne, der nu er en del af Vadum by. Fra 2. verdenskrig var der sidespor til Aalborg Lufthavn med eget omløbsspor.
- Nørlang trinbræt i km 11,5 fra 1949 med jordperron på begge sider af vejen, oprindeligt ledvogterhus og banearbejderbolig med troljespor på Vævergårdsvej 3.
- Biersted station i km 14,0 med overhalingsspor og læssespor med grusperron.
- Knøsgård trinbræt i km 17,5 med korsformet læskærm i træ.
- Aabybro station i km 19,2 – forbindelse med Hjørring-Løkken-Aabybro Jernbane og kraftigt udbygget i dennes levetid.
- Ryå station i km 20,8 ved selve afgreningen til Løkkenbanen, som opførte stationen i 1913. Først i 1952 anlagde FFJ en perron, hvor Løkkenbanens passagerer fik forbindelse med Fjerritslev. I 1963, da Løkkenbanen blev nedlagt, blev denne perron flyttet væk fra stationsbygningen og tættere på Gl. Landevej.
- Birkelse station i km 22,6 med overhalingsspor og læssespor med stikspor til enderampe samt et stort privat varehus.
- Ulveskov trinbræt i km 25,1 fra 1949 med lang jordperron, fordi det var et yndet udflugtsmål. Kobberøds Tivoli med radiobiler, pedalbåde mv. havde hjemsted her, og ejeren Filip Kobberød overtalte baneselskabet til at oprette trinbrættet. Mange nordjyske børn har været på skoleudflugt med privatbane-særtog hertil, og der blev også afholdt fredagsballer. Disse aktiviteter ophørte et par år efter banens nedlæggelse, da stedet lå lidt afsides fra landevejen.
- Langeslund Mark trinbræt i km 26,3 fra 1953.
- Arentsminde billetsalgssted i km 27,1. Senere station med kvægfold, men kun hovedbygningen var muret, varehus og retirader var af træ.
- Halvrimmen billetsalgssted i km 29,7. Senere station med 146 m krydsningsspor og læssespor med blindspor og galgekran. Varehus af træ blev udvidet i 1909.
- Jægerum trinbræt i km 31,4 fra 1949 med jordperron og sidespor til Jægerum grusgrav.
- Brovst station i km 34,0 med 450 m krydsningsspor, læssespor med blindspor til enderampe samt kvægfold.[1]
- Skovsgård station i km 36,5 med 450 m krydsningsspor med blindspor til enderampe. Havde i starten større trafik end Brovst.
- Årupvej trinbræt i km 38,3 fra 1949 med træskur og jordperron på begge sider af vejen, der nu hedder Flegumvej.
- Årup Hede trinbræt i km 39,3 fra 1961 med grusperron.
- Bonderup station i km 44,7 med 450 m krydsningsspor og kvægfold.
- Myager trinbræt i km 45,7 fra 1965 med jordperron.
- Skræm station i km 46,6. I mange år kun billetsalgssted, beboet af en baneformand, i de sidste årtier trinbræt.
- Husby trinbræt i km 47,6 fra 1936 med jordperron og rødmalet læskur.
- Ågård Skov trinbræt i km 49,3 fra 1952 med jordperron.
- Fjerritslev station i km 52,7 – forbindelse med Thisted-Fjerritslev Jernbane, som blev medejer af den store station, der havde 19 sporskifter, varehuse, vandkraner, drejeskiver og remiser for begge baner samt overnatningsfaciliteter.

### Bevarede stationsbygninger
Stationsbygningerne er revet ned i Vadum, Brovst og Fjerritslev.
- Biersted: Borgergade 10
- Aabybro: Viaduktvej 7
- Birkelse: A.P. Nielsensvej 12
- Arentsminde: Vendsysselvej 5
- Halvrimmen: Banevej 3
- Skovsgård: Poststræde 11
- Bonderup: Bonderup Vestergade 29
- Skræm: Tanderupgårdsvej 42

### Strækninger hvor banetracéet er bevaret
32½ km af banens tracé er bevaret. Vadum Banesti blev indviet 3. september 2014 og følger 6 km af banetracéet på 3 strækninger mellem Aalborg Vandskistadion og Biersted. "Banestien" på 5 km går mellem Biersted og Aabybro. Mellem Årup og Fjerritslev er 12½ km af banetracéet bevaret som grusvej, der også er åben for personbiltrafik.
- Vadum Banesti går over Lindholm Å på en ny bro
- Vadum Banesti krydser Gammelå syd for Vadum
- Vadum Banesti ved godset Bjørnkær
- Banestien fra Biersted til Aabybro
- Fra Viaduktvej i Aabybro over Ryå
- Mellem Ryå og Birkelse
- Fra Birkelse til Ulveskoven
- Mellem Jægerum og Brovst
- Fra Brovst til Skovsgård
- Årup Hede trinbræt
- Andebjerg Plantage
- Banedæmning i den østlige del af Fjerritslev
- Øst for Bakkevej i Fjerritslev

## Nørresundby-Sæby-Frederikshavn

### Standsningssteder
- Aalborg Station i km 0,0.
- Nørresundby Havnestation i km 2,9 med remise, drejeskive og værksted samt restauration, der fortsatte efter lukningen af banen i 1968 indtil nedrivningen af bygningen i 1969.
- Engholm Strand trinbræt i km 7,9 1931-49.
- Vodskov station i km 11,5 med kvægfold – forbindelse med Vodskov-Østervrå Jernbane og udvidet sporområde i denne banes levetid.
- Langholt station i km 15,0 med omløbs- og læssespor og brolagt læssevej. Lå i byen Horsens 4 km øst for Vodskov, men blev opkaldt efter Langholt Hovedgård for at undgå forveksling med Horsens i Østjylland. Byen hedder nu Langholt.
- Stae station i km 16,5. Lå 1 km nord for landsbyen Stae. Havde stationsbygning, men var kun billetsalgssted, senere trinbræt.
- Vester Hassing station i km 19,8. Senere trinbræt.
- Gandrup station i km 22,8. Overhalingssporet endte i et stikspor med jordvold, og læssesporet havde i vestenden en læsseprofil af stangjern.
- Øster Hassing kær trinbræt i km 25,0 fra 1934 med forsænket læskur og meget kort jordperron.
- Ulsted station i km 27,9.
- Gettrup trinbræt i km 30,1 fra 1949 med læskur.
- Rørholt station i km 33,2 med dyrefold og kombineret overhalings- og læssespor med læsseprofil af stangjern. Hed oprindeligt Bolle Station efter den nærliggende landsby. Trinbræt i de sidste år.
- Dronninglund station i km 37,1 med overhalings- og læssespor med stikspor mod sydvest, vandtårn, vandkran, galgekran og privat sidespor samt drejeskive og ensporet remise til Asaabanens Triangelvogn.
- Ørsø station i km 40,2 med læssespor, der endte i en stopbom mod syd – forbindelse og afgrening til Asaabanen.
- Skelgården trinbræt i km 41,8 fra 1949 med jordperron.
- Agersted station i km 44,5 med overhalings- og læssespor, der havde stikspor mod syd.
- Gammel Agersted trinbræt fra 1960 med halvforsænket læskur for enden af jordperron.
- Lunderhede trinbræt i km 47,1 fra 1949 med primitivt læskur.
- Præstbro station i km 48,7. Et stikspor fra læssesporet endte via en læsseprofil i en enderampe.
- Idskov trinbræt i km 51,1 fra 1952.
- Dybvad station i km 53,4 med opstillingsspor og sidespor til kartoffelmelsfabrik og teglværk.
- Haven trinbræt i km 57,0 fra 1949 med perron på begge sider af vejen.
- Hørby station i km 58,8 – forbindelse med Hjørring-Hørby Jernbane.
- Volstrup hede trinbræt i km 61,1 fra 1955 med jordperron.
- Volstrup station i km 62,7 med overhalingsspor og stikspor, der mod øst endte i en jordvold. Senere trinbræt.
- Lyngsåvej trinbræt i km 65,9 fra 1951.
- Sæby station i km 68,0 med havnebane og restaurant. Endestation fra 1962.
- Kurhotellet trinbræt i km 68,6 fra 1903, fra 1955 kun om sommeren.
- Sulbæk trinbræt i km 71,8 fra 1929.
- Understed station i km 74,5. Trinbræt de sidste år.
- Bangsbo station i km 77,7. Havde stationsbygning, men var kun billetsalgssted, senere trinbræt.
- Frederikshavn station i km 80,6 – forbindelse med Vendsysselbanen og Skagensbanen. Syd for DSB-stationen havde FFJ eget stationsområde, Frederikshavn G, med en halvrund tresporet remise og en enkeltsporet remise samt en mindre bygning til godsekspedition og overnatning.

#### Ørsø-Asaa
- Ørsø station i km 0,0.
- Kovshede trinbræt i km 2,3 fra 1917 (kom først i køreplanen 1919) med sandperron og stor læskærm af beton.
- Hedegaard trinbræt i km 3,8 fra 1936. Perron med svelleforkant i ét lag.
- Asaa station i km 5,4 med stationsbygning på tværs for enden af de 4 spor. Fik først drejeskive i 1947-48, indtil da havde man klaret sig med at ombygge to lokomotiver, så de kørte lige godt forlæns og baglæns.

### Bevarede stationsbygninger
Nedrevne stationsbygninger: Nørresundby H (1969), Langholt, Stae (begyndelsen af 1970'erne), Gandrup, Dronninglund, Sæby (varehus delvis bevaret), Bangsbo og Frederikshavn G.
- Vodskov: Langs Banen 5
- Vester Hassing: Bakkedraget 9
- Ulsted: Vestergade 77
- Rørholt: Mejerivej 6
- Ørsø: Ledvogtervej 5
- Asaa: Bolværksvej 2
- Agersted: Voersåvej 2
- Præstbro: Fjembhedevej 7
- Dybvad: Anlægsvej 18
- Hørby: Enebærvej 5
- Volstrup: Volstruphedevej 63
- Understed: Nordvej 5

### Strækninger hvor banetracéet er bevaret
19 km af banens tracé er bevaret. Mest kendt er Sæbybanestien på 12 km, som i Sæby forløber på bilveje og på midten er afbrudt af E45, så der kun er i alt 4½ km separat cykelsti på banetracéet. I 2004 anlagde Aalborg Kommune Syrestien i Nørresundby ved simpelthen at lægge asfalt mellem skinnerne.
- Lige nord for jernbanebroen over Limfjorden grenede "Krøllen" fra tv.
- Syrestien slutter ved Nordre Havnegade i Nørresundby
- Kystvejen i Nørresundby
- Forbi Østervrå-banens remise (bag træet tv.) i Vodskov
- Langholt Banesti for enden af vejen Rønhøj
- Fra Vester Hassing til Gandrup
- Borgerstien fra Gandrup til Teglværkssøerne
- På vej ind i Dronninglund
- Øst for Ørsø Station
- Hørbybane Stien i Hørby – på Sæbybanens tracé!
- Jernbanebro syd for Rønbrovej vest for Sæby
- Syd for Rønbrovej vest for Sæby
- Vest for Nordens Alle i Sæby
- Havnebane Stien i Sæby
- Mod Frederikshavn fra Boelsmindevej i Sæby
- Fra Skovalleen ind gennem Frederikshavn